# J558L细胞

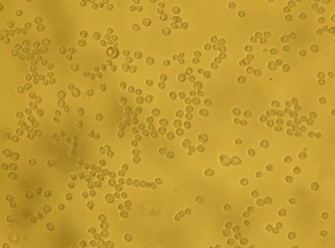
J558L细胞（小鼠B淋巴瘤細胞）

J558L细胞（J558L cells）是从BALB/c小鼠中提取的B細胞淋巴瘤細胞系，最初由剑桥大学的M. Bruggeman 和 M.S. Neuberger分离。它是一种稳定的B细胞系，可用来持续表达抗体，可在添加双抗与10%胎牛血清的DMEM培养基中悬浮培养。

## 外部連結
- Cellosaurus entry for J558L （页面存档备份，存于）